# Iske Kazan
Iske Kazan (tatarsko İske Qazan, rusko Иске Казан. Iske Kazan, slovensko Stari Kazan) je bilo v 13.-16. stoletju  bolgarsko-tatarsko mesto ob reki Kazanki, pritoku Volge v sedanji Ruski zvezni republiki Tatarstan. 
Tatarska književnost 18. stoletja omenja, da sta Iske Kazan ustanovila brata Altinbeg in Alimbeg med mongolsko invazijo na Volško Bolgarijo.
V 13. in 14. stoletju je bilo mesto eno od političnih in gospodarskih središč Kazanske regije (Qazan artı). Po vdorih ruskih armad leta 1376 in 1399 je začel pomen mesta padati. Leta 1535 je v mestu živel in verjetni tudi umrl izgnani kazanski  kan Džangali. Iske Kazan je uničila ruska vojska.
Ostanki Iske Kazana so na arheoloških najdiščih Urıs Urmatı in Qamay.

## Vir
- Иске Казан. Tatar Encyclopaedia. Kazan: The Republic of Tatarstan. Academy of Sciences. Institution of the Tatar Encyclopaedia. 2002. (v tatarščini)